# Nephroma helveticum
Nephroma helveticum är en lavart som beskrevs av Ach. Nephroma helveticum ingår i släktet Nephroma och familjen Nephromataceae.   Inga underarter finns listade i Catalogue of Life.

## Källor

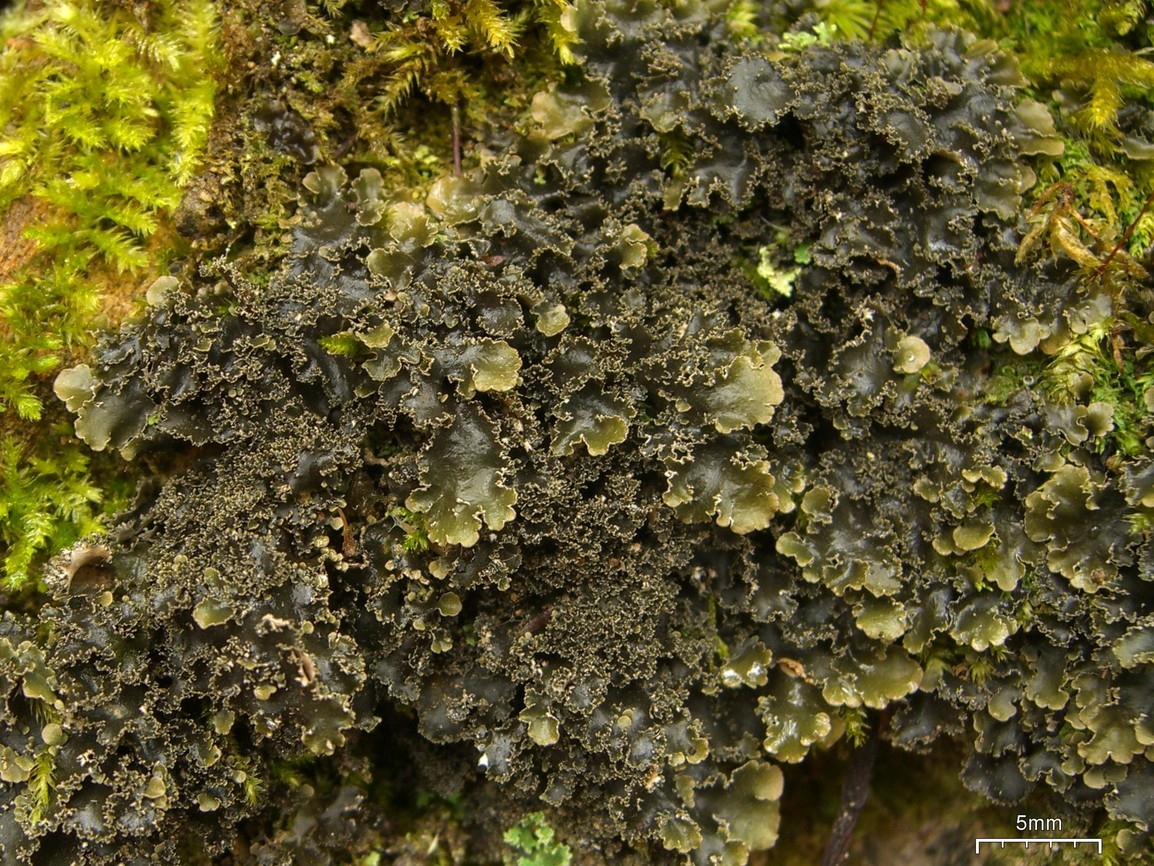
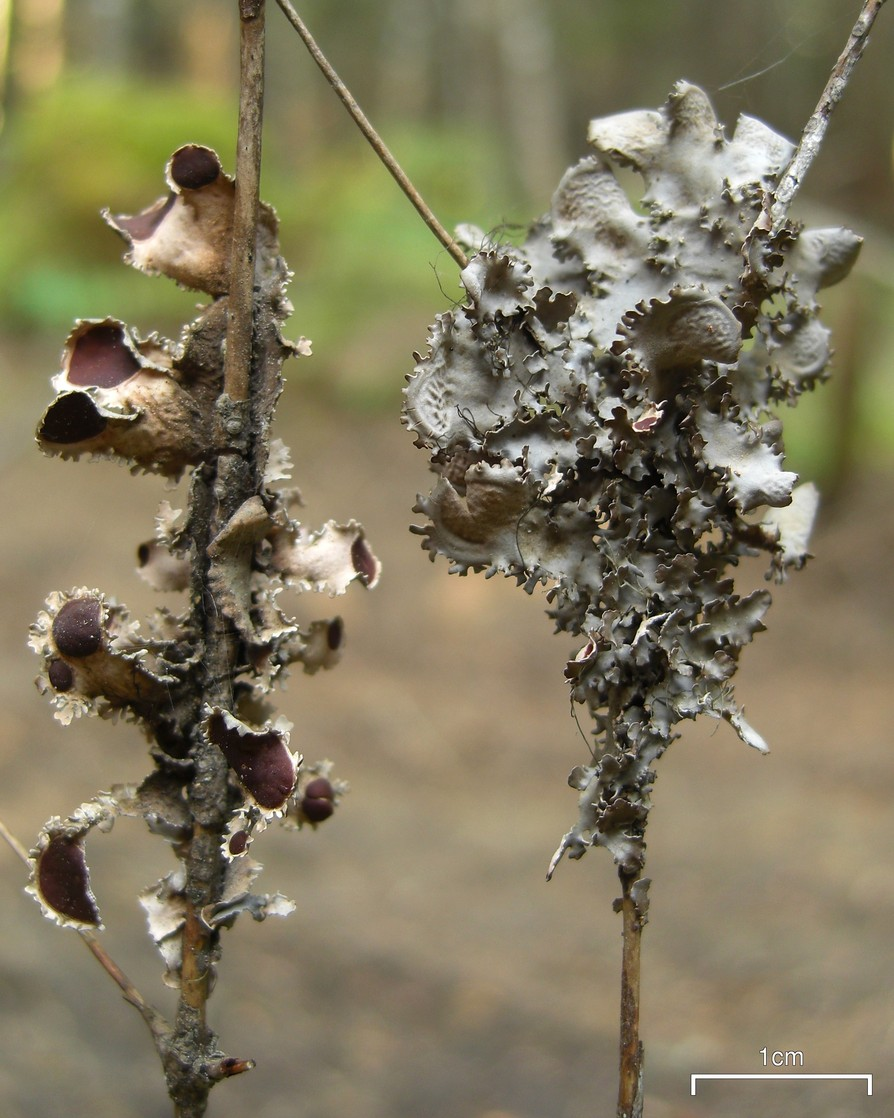
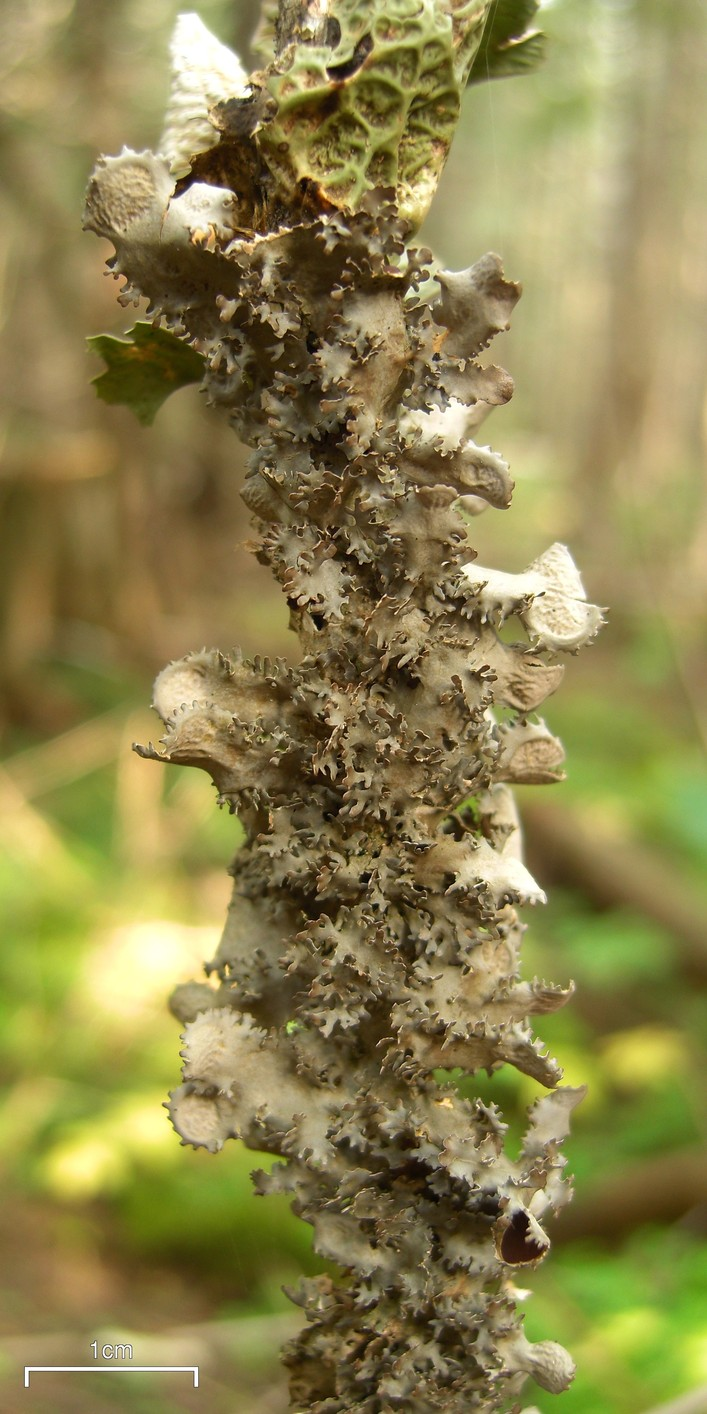